# Туатал Техтмар
Туатал Техтмар — сын Фиахи Финдолайда и его жены Этны. Легендарный верховный король Ирландии. Он правил в начале II века (Книга захватов Ирландии) или в конце I века нашей эры (Джеффри Китинг писал, что Туатал правил в 80—100 годы, а Анналы четырёх мастеров — в 76—106 годы). Туатал был отцом Федлимида Рехтмара и дедом Конна Ста Битв, верховных королей Ирландии.

## Легендарная биография
Согласно средневековой ирландской легенде и исторической традиции, отец Туатала Техтмара — Фиаха Финдолайд, верховный король Ирландии — был свергнут и убит провинциальными королями.
«Анналы четырёх мастеров» называют четырёх правителей, участвовавших в этом, подстрекаемых Айтахой Туатом: Эллима мак Конраха короля Ульстера, Санбу (сына Кета мак Магаха) Коннахтского, Фоирбе мак Фина, короля Мунстера и Эохайда Айнхенна, короля Лейнстера.
«Анналы четырёх мастеров» пишут, что, согласно легендам, убийство Фиахи Финдолайда вызвало сильный голод: «не было молока, фруктов, рыбы», так как «свергли законную династию».
Джеффри Китин писал, что после Фиахи Финдолайда верховным королём Ирландии стал Кайрбре Кошачья Голова (Кинхайт) правивший пять лет, умерший от чумы. А после него — Эллим Конрах, правивший 20 лет.
«Анналы четырёх мастеров» писали, что после свержения Фиахи Финдолайда новым верховным королём Ирландии стал Эллим Конрах(а правление Кайрбре описывают раньше.
На момент гибели у Фиахи не было сыновей, но его жена Этна, дочь «короля Альбы», была беременной и родила Туатала. Джеффри Китинг пишет, что после гибели мужа Этна бежала в Альбу, где и родился Туатал.
Когда Туатал Техтмар вырос, он собрал войско и в битве при Айчилле (Aichill) разбил армию Эллима Конраха, погибшего в бою. После победы Туатал Техтмар стал новым верховным королём Ирландии.
Джеффри Китинг более подробно описывал эти события. На момент возвращения Туаталу исполнилось 25 лет. Туатала приглашали вернуться, с одной стороны, Айтаха Туат, виновный в гибели его отца, а с другой стороны — клан Дуйн Деаса из Лейнстера, два брата Фиахайд Касан и Фионбхалл и 600 пиратов. Туатал Техтмар вместе со своей матерью Этне отправился в Иоррусе, где встретился с Фиахайдом Касаном. Придя в Тару, Туатал Техтмар провозгласил себя верховным королём Ирландии и призвал к себе сторонников. В битве при Айчилле был разбит не только Эллим Конрах, но и Айтаха Туат.
Несколько иначе описывает события «Книга захватов Ирландии»: в ней Туаталу помогали вернуться Фиахра, Касан и Финнмалл и 800 «бандитов». На момент победы ему исполнилось 30 лет. Указывается иное количество битв и перечислены противники Туатала: 31 против Фир Болг, 27 против Улада (то есть Ульстера), 26 против Лагена (то есть Лейнстере), 11 против Муму (то есть Мунстера).
Туатал провел 25 битв против Ольстера, 25 против Ленстера, 25 против Коннахта и 35 против Мюнстера. Когда Туата окончательно победил, он созвал общеирландское собрание в Таре, на котором были установлены законы. Кроме этого, Туаталу приписывают создание центральной области Миде (вокруг Тары), образованной за счет четырёх остальных областей. В Миде Туатал построил четыре крепости: 1) в манстерской части Тлахху, где на Самхайн объединялись друиды Ирландии; 2) в коннахтской части — Уйснех, где проходило общеирландское собрание и праздновался Белтейн; 3) в ольстерской части — Тальтиу, где заключались браки и праздновался Лугнасад; 4) в лейнстерской части — Тару.
Дж. Бирн, пересказывая сагу «Борома», пишет, что, после того как Туатал Техтмар победил короля Лейнстера Эоху, тот попросил в жены Фитир. Но через какое-то время Эоха сообщил Туаталу, что Фитир умерла, и женился на её сестре Дарфине. Когда две сестры узнали об обмане, то умерли от стыда за свой позор. А Туатал и приёмные отцы его дочерей, короли Коннахта и Ульстера, убили Эоху и разграбили Лейнстер и наложили бессрочный штраф борому:

трижды пять тысяч коров, трижды пять тысяч свиней, трижды пять тысяч плащей, трижды пять тысяч серебряных цепочек, трижды пять тысяч баранов, трижды пять тысяч котлов из меди, огромный медный котел, в который входили двенадцать свиней и двенадцать быков в покоях Тары, тридцать белых красноухих коров с телятами того же цвета да с бронзовыми путами и бронзовыми привязями.— Бирн Ф. Дж. Короли и верховные правители Ирландии: Глава VIII. Короли Лейнстера
 Борома непрерывно взималась вплоть до прапраправнука Туатала — Кайрбре Лифехайра.
Через двадцать или тридцать лет правления Туатал был убит правителем Ольстера Малом мак Рокриде. Это произошло в битве у Маг-Лине в ирландской Далриаде, у слияния рек Оллар и Олларбха. Победитель Туатала — Мал мак Рокриде стал верховным королём Ирландии.
Федлимид Рехтмар через четыре года после гибели отца отомстил его убийце Мал мак Рокриде и сам стал верховным королём Ирландии.

## Исторический контекст
см. также Ирландия и Римская империя
По легенде, Туатал родился за 25 или 30 лет до начала царствования.
Правление Туатала хроники датируют началом II века (Книга захвата Ирландии) или концом I века нашей эры (Джеффри Китинг писал, что Туатал правил в 80—100 годы, а Анналы четырёх мастеров — в 76—106 годы).
В это время в Римской империи правили императоры Веспасиан (69—79), Домициан (81—96), Траян (98—117) Адриан (117—138) и Антонин Пий (138—161).
Ряд авторов, ссылаясь на труд Тацита «Жизнеописание Юлия Агриколы», предполагают о том, что римляне вмешивались в ирландские дела. В 24 параграфе «Жизнеописания» сообщается, что Гней Юлий Агрикола (командир британского легиона в 71 — 73 годы, наместник Римской Британии в 78 — 84 годы) «приютил у себя одного из правивших ее народом царьков, который был изгнан на чужбину внутренним переворотом, и под предлогом дружеского участия на всякий случай держал его при себе». Тацит пишет, что лично от Агриколы слышал мнение, что тот готов покорить «Гибернию» (то есть Ирландию) силами одного легиона и небольших вспомогательных сил.
Но ни Тацит, ни другие известные хроники, описывающие Британские острова, не сообщают о попытках Рима покорить остров Ирландию. Однако в восточной Ирландии найдены римские монеты, датируемые правлением императоров Траяна и Адриана. Одни авторы ссылаются на то, что археологи, кроме монет, в селении Drumanagh (вблизи Лохшинни и Дублина) обнаружили остатки римских укреплений. Они связывают «ирландского царька», жившего при дворе Агриколы, Туатала Техтмара, захватившего «с пиратами» Ирландию, и археологические находки, и предполагают, что Ирландия также была завоевана Римом.
Другие авторы (например, Питер Невилл) считают, что все эти находки связаны лишь с торговыми отношениями, установленными между Римом и Ирландией.

## Семья
Туатал был женат на Байне, дочери Скала.
Дети:
- Федлимид Рехтмар — верховный король Ирландии
- Фитир, старшая дочь
- Дарфина[25] (или Дайрин[26]), младшая дочь

### Древо
Жирным шрифтом выделены Верховные Короли Ирландии.
|  |  | Лугайд Риаб н-Дерг  |              |              |              |              |              |  |  |               |               |               |               |               |               |  |  |        |        |        |        |        |        |  |  |  |  |  |  |
|  |  |                     |              |              |              |              |              |  |  |               |               |               |               |               |               |  |  |        |        |        |        |        |        |  |  |  |  |  |  |
|  |  | Кримтанн Ниа Найр   |              |              |              |              |              |  |  |               |               |               |               |               |               |  |  |        |        |        |        |        |        |  |  |  |  |  |  |
|  |  |                     |              |              |              |              |              |  |  |               |               |               |               |               |               |  |  |        |        |        |        |        |        |  |  |  |  |  |  |
|  |  | Ферадах Финдфехтнах |              |              |              |              |              |  |  |               |               |               |               |               |               |  |  |        |        |        |        |        |        |  |  |  |  |  |  |
|  |  |                     |              |              |              |              |              |  |  |               |               |               |               |               |               |  |  |        |        |        |        |        |        |  |  |  |  |  |  |
|  |  | Фиаха Финдолайд     |              |              |              |              |              |  |  |               |               |               |               |               |               |  |  |        |        |        |        |        |        |  |  |  |  |  |  |
|  |  |                     |              |              |              |              |              |  |  |               |               |               |               |               |               |  |  |        |        |        |        |        |        |  |  |  |  |  |  |
|  |  | Туатал Техтмар      |              |              |              |              |              |  |  |               |               |               |               |               |               |  |  |        |        |        |        |        |        |  |  |  |  |  |  |
|  |  |                     |              |              |              |              |              |  |  |               |               |               |               |               |               |  |  |        |        |        |        |        |        |  |  |  |  |  |  |
|  |  | Федлимид Рехтмар    |              |              |              |              |              |  |  |               |               |               |               |               |               |  |  |        |        |        |        |        |        |  |  |  |  |  |  |
|  |  |                     |              |              |              |              |              |  |  |               |               |               |               |               |               |  |  |        |        |        |        |        |        |  |  |  |  |  |  |
|  |  | Конн Ста Битв       |              |              |              |              |              |  |  |               |               |               |               |               |               |  |  |        |        |        |        |        |        |  |  |  |  |  |  |
|  |  |                     |              |              |              |              |              |  |  |               |               |               |               |               |               |  |  |        |        |        |        |        |        |  |  |  |  |  |  |
|  |  |                     |              |              |              |              |              |  |  |               |               |               |               |               |               |  |  |        |        |        |        |        |        |  |  |  |  |  |  |
|  |  | Арт Одинокий        | Арт Одинокий | Арт Одинокий | Арт Одинокий | Арт Одинокий | Арт Одинокий |  |  | Конла Красный | Конла Красный | Конла Красный | Конла Красный | Конла Красный | Конла Красный |  |  | Крионн | Крионн | Крионн | Крионн | Крионн | Крионн |  |  |  |  |  |  |
|  |  | Арт Одинокий        | Арт Одинокий | Арт Одинокий | Арт Одинокий | Арт Одинокий | Арт Одинокий |  |  | Конла Красный | Конла Красный | Конла Красный | Конла Красный | Конла Красный | Конла Красный |  |  | Крионн | Крионн | Крионн | Крионн | Крионн | Крионн |  |  |  |  |  |  |
|  |  | Кормак мак Арт      |              |              |              |              |              |  |  |               |               |               |               |               |               |  |  |        |        |        |        |        |        |  |  |  |  |  |  |